# 圣斗士星矢 THE LOST CANVAS 冥王神话
《聖鬥士星矢 THE LOST CANVAS 冥王神話》是由日本漫畫家手代木史織描繪的日本漫畫作品。2006年8月於《周刊少年Champion》以每周連載形式開始連載自己的作品《聖鬥士星矢 THE LOST CANVAS 冥王神話》。故事講述距離《聖鬥士星矢》本篇所處年代的兩百四十三年之前的聖戰的故事，描述著三名孤兒因他們自身的命運引發聖戰的故事。這三位孤兒分別為天馬星座的青銅聖鬥士、戰鬥女神 雅典娜與冥王 黑帝斯的轉世，他們之間的羈絆即將展開聖鬥士與冥王在聖域的戰爭中。
由於此作作者為手代木史織，與車田正美所作的漫畫《ND冥王神話》可以看作完全自我獨立的漫畫並無關聯之處。雖然故事時間點都差不多是十八世紀並有相同人物。但本作可以當作手代木根據車田給出的所有聖鬥士資料，融合自己的想法與設定而構建出的全新聖鬥士世界。

## 劇情簡介
故事的戰鬥舞台在十八世紀的歐洲，在位於歐洲意大利的某個小鎮上，一位擁有日本血統的、名叫天馬的少年和非常喜歡繪畫、立志成為畫家的亞倫是最要好的摯友。每當亞倫受到別人的欺凌或刁難時，天馬總是會出現保護他。某日，亞倫在小鎮上的教堂繪畫時為了創造出讓世人引以為傲的畫作，他在一位森林大聖堂的神父的提議抵達被稱為「地面上的極樂淨土」的高原上找出「真實之紅」的花朵。剛抵達目的地的亞倫看見美麗的景色時為此非常感動要繪出畫作時，他遇到一位名叫潘多拉的神秘女性，當潘多拉將刻有「YOURS EVER」字樣的項鍊交給亞倫讓一切都開始產生變化。另一方面，受到天秤座的黄金圣斗士 天秤座 童虎的引荐的天马决定前往希腊圣域接受圣斗士的训练並且向亞倫約好自己將會成為保護好他的聖鬥士，因此兩人說好等到兩年後要再次見面。
在圣域進行訓練的天马遇到他分開多年的好友亦是亚伦的妹妹紗夏，他發現几年前被人給收养的紗夏竟然是戰鬥女神 雅典娜的转世。紗夏在被收留前曾為她、天马與亞倫編織出花環，他們立下誓言無論發生什麼事都會再次相逢，他們的羈絆即使在相隔遙遠之處也絕對不會被斬斷。兩年後，天馬完成他對亞倫所許下的承諾成為天馬座的青銅聖鬥士，而亞倫則是受到潘多拉的「指引」之下覺醒為冥王 黑帝斯藉此以「救贖」所有世間之生命的名義向聖域發動全面進攻。面對亞倫覺醒為冥王的天馬與紗夏也在聖戰中展開戰鬥。當天馬與紗夏和亞倫在這場無法逃避的宿命中再次相遇時，他們即將面對這場殘酷、悲傷、哀悼與救贖的命運中開啟邁向未知的終局之戰。

## OVA
在OVA《圣斗士星矢 冥王 哈帝斯 极乐净土篇》于2008年8月发售完最后一卷，终于结束这部延续多年的大作之后没几天，一个名为《圣斗士星矢 冥王神话》的新作又展现在广大圣斗士FANS的面前。作为漫画《圣斗士星矢》的前传，《冥王神话》主要分别由原作者车田正美本人执笔的《NEXT DIMENSION》，以及由漫画家手代木史织编绘的《THE LOST CANVAS》。这两部漫画描述的都是发生在《圣斗士星矢》二百四十三年前的圣战，只不过在设定上各自有些不同。作品的主人公包括当时天马座圣斗士天马座 天马、冥王 黑帝斯的寄宿肉體亦是天马的挚友亚伦、雅典娜的转生薩莎，以及在《冥王 哈帝斯 十二宫篇》中为大家所熟知的黄金圣斗士的天秤座 童虎和白羊座 史昂。
而此次即将动画化的，正是由手代木史织所绘画的《THE LOST CANVAS》。由于作品的主人公已经与《圣斗士星矢》中的不同，所以这次的声优大换血也早早成为了FANS们关注的问题。根据目前已经公布的声优名单，四大主角将由柿原彻也、下野纮、平野绫以及水树奈奈分别担任配音。
動畫《聖鬥士星矢 THE LOST CANVAS 冥王神話》由動畫公司TMS Entertainment制作，從2009年春天開始以OVA的形式發行。DVD第一章共6卷13話，第1卷於6月24日發售。六卷發售完畢後，全章於日本的有線電視頻道Kids Station等播放。第2章於2011年2月起每月發售，全六卷。

### CAST
- 天马 / 柿原徹也
- 亞倫・黑帝斯/ 下野纮
- 薩莎・雅典娜/ 平野綾
- 潘朵拉 / 水树奈奈
- 希普諾斯 / 坪井智浩
- 史昂 / 三木真一郎
- 童虎 / 三宅健太
- 雅柏菲卡 / 神谷浩史
- 阿鲁迪巴 / 杉田智和
- 耶人 / 阿部敦
- 白禮/堀内賢雄
- 讓葉/ 小林沙苗
- 教皇施智 / 関俊彦
- 米诺斯 / 櫻井孝宏
- 辉火 / 福山潤

### STAFF
- 原作：手代木史織（秋田書店「週刊少年Champion」連載）
- 監督：锅岛修
- 企划：松元理人・泽考史
- 系列构成：菅良幸
- 角色设计・总作画监督：岩佐裕子
- Design Works：森木靖泰
- 美术监督：吉原俊一郎
- 色彩设计：中尾总子
- 摄影监督：葛山刚士
- 編集：長坂智樹
- 音乐：和田薫
- 音响监督：中野彻
- 制作人：鹤木洋介
- 动画制作：东京MOVIE
- 制作：TMS Entertainment／秋田书店
- (C)車田正美・手代木史織／秋田书店・TMS

### 主題歌

#### OP使用曲
| 话数 | 歌曲名              | 作词         | 作曲     | 编曲  | 演唱  |
| ---- | ------------------- | ------------ | -------- | ----- | ----- |
| 1-26 | The Realm of Athena | King Reguyth | 关根安里 | EUROX | EUROX |

#### ED使用曲
| 话数 | 歌曲名 | 作词              | 作曲  | 编曲       | 演唱                    |
| ---- | ------ | ----------------- | ----- | ---------- | ----------------------- |
| 1-26 | 花之锁 | 车田正美 松尾康治 | Kacky | 大石宪一郎 | 生乃麻纪 Marina del ray |

### 各话列表

#### 第一章
| 收录卷 | 发售日期       | 话数 | 标题         | 脚本   | 分镜     | 演出     | 作画监督                   | 作画监督补佐                            | 使用原作             |
| ------ | -------------- | ---- | ------------ | ------ | -------- | -------- | -------------------------- | --------------------------------------- | -------------------- |
| 第1卷  | 2009年6月24日  | 1    | 约束         | 菅良幸 | 锅岛修   | 原田奈奈 | 岩佐裕子                   | 清水贵子                                | vol1(1-2)            |
| 第1卷  | 2009年6月24日  | 2    | 觉醒         | 菅良幸 | 本多康之 | 原田奈奈 |                            | -                                       | vol1(3-6)            |
| 第2卷  | 2009年8月21日  | 3    | 圣战始动     | 櫻井剛 | 锅岛修   | 原田奈奈 | 小山知洋                   | 早川淳一 菅野智之                       | vol2(7-11) vol1(1)   |
| 第2卷  | 2009年8月21日  | 4    | 祈祷的花环   | 櫻井剛 | 本多康之 | 原田奈奈 | 向後知一 中本尚            | 早川淳一 芝美奈子 菅野智之              | vol2(12-15) vol3(16) |
| 第3卷  | 2009年10月21日 | 5    | 毒蔷薇       | 菅良幸 | 锅岛修   | 原田奈奈 | 芝美奈子 斋藤浩信 細野明美 | 早川淳一 中本尚 菅野智之                | vol3(17-20)          |
| 第3卷  | 2009年10月21日 | 6    | 花葬列       | 菅良幸 | 本多康之 | 本多康之 | 秦野好绍                   | -                                       | vol3(21-24)          |
| 第4卷  | 2009年12月23日 | 7    | 木栾子的果实 | 樱井刚 | 山本天志 | 日卷裕二 | 本桥秀之                   | 中野圭哉                                | vol4(25-29)          |
| 第4卷  | 2009年12月23日 | 8    | 和风之日     | 樱井刚 | 锅岛修   | 原田奈奈 | 青野厚司 向後知一 中本尚   | 早川淳一 菅野智之 宍户久美子 小山知洋   | vol4(30-33) vol5(34) |
| 第5卷  | 2010年2月24日  | 9    | 巨星         | 樱井刚 | 岛津裕行 | 原田奈奈 | 宍户久美子 小谷杏子        | 早川淳一 中本尚 菅野智之                | vol5(35-39)          |
| 第5卷  | 2010年2月24日  | 10   | 降临         | 樱井刚 | 越智一裕 | 原田奈奈 | 椛岛洋介                   | -                                       | vol5(40-42) vol6(43) |
| 第6卷  | 2010年4月21日  | 11   | 再也无法传达 | 菅良幸 | 锅岛修   | 原田奈奈 | 小山知洋 秦野好绍          | 早川淳一 原田幸枝 小美户幸代 宍户久美子 | vol6(44-47)          |
| 第6卷  | 2010年4月21日  | 12   | 无尽的牺牲   | 樱井刚 | 本多康之 | 原田奈奈 |                            | 早川淳一 小美户幸代                     | vol6(48-51)          |
| 第6卷  | 2010年4月21日  | 13   | 踏上旅程     | 菅良幸 | 锅岛修   | 锅岛修   | 中本尚                     | 小美户幸代                              | vol7(52-55)          |

#### 第二章
| 收录卷 | 发售日期      | 话数 | 标题             | 脚本   | 分镜     | 演出       | 作画监督                     | 作画监督补佐                        |
| ------ | ------------- | ---- | ---------------- | ------ | -------- | ---------- | ---------------------------- | ----------------------------------- |
| 第1卷  | 2011年2月23日 | 14   | 死亡之森         | 菅良幸 | 本多康之 | 原田奈奈   |                              | 原田幸枝                            |
| 第1卷  | 2011年2月23日 | 15   | 若可回到那天的話 | 菅良幸 | 锅岛修   | 原田奈奈   | 小美户幸代                   |                                     |
| 第2卷  | 2011年3月18日 | 16   | 神與棋子         | 樱井刚 | 向后知一 | 向后知一   | 小美户幸代                   |                                     |
| 第2卷  | 2011年3月18日 | 17   | 塵芥             | 菅良幸 | 本多康之 | 梅本唯     | 池内直子                     | 町田真一 久木晃嗣                   |
| 第3卷  | 2011年4月20日 | 18   | 只希望你活下去   | 樱井刚 | 锅岛修   | 原田奈奈   |                              | 小美户幸代                          |
| 第3卷  | 2011年4月20日 | 19   | 孤高之劍         | 菅良幸 | 大宙征基 | 向后知一   | 小美户幸代 斋藤浩信 细野明美 |                                     |
| 第4卷  | 2011年5月18日 | 20   | 梦之牢狱         | 樱井刚 | 本多康之 | 原田奈奈   | 加加美高浩                   | -                                   |
| 第4卷  | 2011年5月18日 | 21   | 梦之尽头         | 菅良幸 | 越智一裕 | 坂口龙太郎 | 池内直子                     | 土方友希                            |
| 第5卷  | 2011年6月22日 | 22   | 大义之道         | 樱井刚 | 锅岛修   | 原田奈奈   | 斋藤浩信 细野明美            | 小美户幸代 南伸一郎                 |
| 第5卷  | 2011年6月22日 | 23   | 圣剑             | 菅良幸 | 本多康之 | 向后知一   |                              |                                     |
| 第6卷  | 2011年7月20日 | 24   | 血战之时         | 菅良幸 | 越智一裕 | 原田奈奈   | 早川淳一                     | 小美户幸代                          |
| 第6卷  | 2011年7月20日 | 25   | 幾星霜           | 樱井刚 | 本多康之 | 本多康之   | 中本尚 田中良 加加美高浩     | -                                   |
| 第6卷  | 2011年7月20日 | 26   | 坚持自我勇往直前 | 菅良幸 | 锅岛修   | 原田奈奈   | 岩佐裕子                     | 加加美高浩 南伸一郎 田中良 早川淳一 |

## 用語
LOST CANVAS（失樂園）
冥王 黑帝斯 亞倫在天空中畫的油畫，無論是人類或動物，其靈魂全都會被畫到天空中（換作是建築都會被破壞），當這幅畫完成的時候最終會覆蓋全世界的天空，也意味著全世界所有的生命都將會永久消失。
星之魔宮
在黑帝斯城之戰後，冥王 黑帝斯 亞倫在天空中的LOST CANVAS修建的冥王軍的新大營地。
通過代表黑帝斯之心的大門，是由雲和LOST CANVAS組成的圓頂狀空間。圓頂的內壁部分是永無止境的螺旋樓梯，而在途中有模仿行星的魔宮，每個魔宮都會有星之守護者的冥鬥士。魔宮分別為「水星宮」、「金星宮」、「地球宮」、「火星宮」、「木星宮」、「土星宮」、「天王星宮」及最後的星之魔宮「冥王星宮」（除了「海王星宮」之外）。「冥王星宮」是亞倫打算在完成救贖並且獨自度過餘生而創造出來的建築，亦是智慧與戰爭女神 雅典娜 紗夏、天馬座 天馬和亞倫與黑帝斯的靈魂進行決戰的地方。
其宮的名字取材自太陽系與八大行星
嘉米爾（渣米路）
位於中國西藏和印度的交界處，是聖衣再次誕生的地方。生活在那裏的嘉米爾族人擁有超凡念力都是以聖衣修護師的身分在背後支援聖域。
布魯格蘭特
位於東西伯利亞，據説是被派去監視封印在北極的波塞冬靈魂的聖鬥士後裔所居住的地方。布魯格蘭特的書庫存有世界上所有的知識。
積屍氣
積屍氣就是亡者的遺體所散發出來的磷氣，換言之積屍氣就是馬槽星團附近像人類靈魂般的青色星羣。那裏是亡者所通過的洞穴（也就是連接人間與冥界的洞穴兼通道）。
木欒子
從神話時代開始位於冥界第六獄第三谷和第七獄敵意壕之間的血之大瀑布，吸收着瀑布的血生長的大樹，此果實是冥界中唯一有生命的東西，它和由冥界礦物製成的冥衣是對立的物質，也是能抑制冥王軍不死的力量，也就是説是能夠把被冥衣所保護的靈魂給封印起來的武器。其的存在與用意是處女座 阿釋密達在冥想時精神飛到冥界才發現的。
夢界
神話時代開始為囚牢人類的地方，據說天帝之神 宙斯也曾被囚禁與此地，夢界的最深處是統治管理王和英雄靈魂的夢神司掌『造形者』 摩耳甫斯。
凡是在夢界的人就連轉生都無法能以實現，除非得提升小宇宙突破夢境中的現實，否則就會沉陷於睡眠、永遠沒有甦醒過來的一天。
神鋼「奧利哈剛」 （Orichalcum）
據說是海中之神 海皇 波塞頓遺留的寶物亦是發動雅典娜軍的飛行帆船「希望之船」的關鍵物品。
傳說神鋼由海皇 波塞頓親自注入力量的鋼石可以説是祂的分身。其力量可以使早已滅亡的亞特蘭蒂斯能在海底生存的同時也能永久保存的能量。若遭到破壞會使海神之力會暴走並且失去控制。
神之通道
通往天界的通道。只有神和穿着神聖衣（穿上沐浴神之血的聖衣）的人才能通過，沒有神的庇護或是非穿神聖衣的人只要踏進通道會使靈魂和肉體會被粉碎。
眾神假死之法
是每個歷代智慧與戰爭女神 雅典娜 的轉世之人所使用的招式，接受此招式的人的心臟一年只會跳動十萬次，也就是正常人類一日的次數。條件是需要女神雅典娜之血液與女神的祝福。

## 出版書籍

### 單行本
- 圣斗士星矢 THE LOST CANVAS 冥王神话

1. 2006年12月8日刊行 ISBN 978-4-253-21221-2
2. 2007年3月8日刊行 ISBN 978-4-253-21222-9
3. 2007年5月8日刊行 ISBN 978-4-253-21223-6
4. 2007年7月6日刊行 ISBN 978-4-253-21224-3
5. 2007年9月7日刊行 ISBN 978-4-253-21225-0
6. 2007年11月8日刊行 ISBN 978-4-253-21226-7
7. 2008年2月8日刊行 ISBN 978-4-253-21227-4
8. 2008年4月8日刊行 ISBN 978-4-253-21228-1
9. 2008年6月6日刊行 ISBN 978-4-253-21229-8
10. 2008年8月8日刊行 ISBN 978-4-253-21230-4
11. 2008年11月7日刊行 ISBN 978-4-253-21511-4
12. 2009年2月6日刊行 ISBN 978-4-253-21512-1
13. 2009年4月8日刊行 ISBN 978-4-253-21513-8
14. 2009年6月8日刊行 ISBN 978-4-253-21514-5
15. 2009年8月5日刊行 ISBN 978-4-253-21515-2
16. 2009年10月8日刊行 ISBN 978-4-253-93546-3
17. 2009年12月8日刊行 ISBN 978-4-253-21517-6
18. 2010年3月8日刊行 ISBN 978-4-253-21518-3
19. 2010年5月7日刊行 ISBN 978-4-253-21519-0
20. 2010年7月8日刊行 ISBN 978-4-253-21520-6
21. 2010年9月8日刊行 ISBN 978-4-253-21539-8
22. 2010年12月8日刊行 ISBN 978-4-253-21540-4
23. 2011年2月8日刊行 ISBN 978-4-253-21641-8
24. 2011年4月8日刊行 ISBN 978-4-253-21642-5
25. 2011年5月6日刊行 ISBN 978-4-253-21643-2

- 圣斗士星矢The Lost Canvas冥王神话番外篇 ISBN 978-4-253-32041-2
  - 柒海图书（出品）中国少年儿童出版社（出版）

### LC外傳
| 卷數 | 章節         | 主角                          | 秋田書店       | 秋田書店               | 玉皇朝     | 玉皇朝                 | 長鴻出版社     | 長鴻出版社           | [[       | [[                     |
| 卷數 | 章節         | 主角                          | 發售日期       | ISBN                   | 發售日期   | ISBN                   | 發售日期       | EAN                  | 發售日期 | ISBN                   |
| ---- | ------------ | ----------------------------- | -------------- | ---------------------- | ---------- | ---------------------- | -------------- | -------------------- | -------- | ---------------------- |
| 1    | 雅柏菲卡編   | 雙魚座 雅柏菲卡               | 2011年10月7日  | ISBN 978-4-253-21644-9 | 2012年2月  | ISBN 978-988-8128-48-8 | 2012年5月11日  | EAN 471-6814-19972-9 |          | ISBN 978-7-5148-9669-5 |
| 2    | 卡路狄亞編   | 天蠍座 卡路狄亞               | 2011年12月8日  | ISBN 978-4-253-21645-6 | 2012年3月  | ISBN 978-988-8128-66-2 | 2012年6月6日   | EAN 471-5409-85013-7 |          |                        |
| 3    | 迪捷路編     | 水瓶座 迪捷路                 | 2012年2月9日   | ISBN 978-4-253-21646-3 | 2012年4月  | ISBN 978-988-8128-78-5 | 2012年8月14日  | EAN 471-5409-85180-6 |          |                        |
| 4    | 馬尼戈特編   | 巨蟹座 馬尼戈特               | 2012年4月6日   | ISBN 978-4-253-21647-0 | 2012年6月  | ISBN 978-988-8168-04-0 | 2012年8月31日  | EAN 471-5409-85228-5 |          |                        |
| 5    | 艾爾熙德編   | 山羊座 艾爾熙德               | 2012年7月6日   | ISBN 978-4-253-21648-7 | 2012年9月  | ISBN 978-988-8168-58-3 | 2012年12月25日 | EAN 471-5409-85554-5 |          |                        |
| 6    | 童虎編       | 天秤座 童虎                   | 2012年12月7日  | ISBN 978-4-253-21680-7 | 2013年2月  | ISBN 978-988-8169-40-5 | 2013年3月7日   | EAN 471-5409-85715-0 |          |                        |
| 7    | 雷古魯斯編   | 獅子座 雷古魯斯               | 2013年4月8日   | ISBN 978-4-253-21681-4 | 2013年7月  | ISBN 978-988-8251-01-8 | 2013年8月6日   | EAN 471-5409-85978-9 |          |                        |
| 8    | 阿釋密達編   | 處女座 阿釋密達               | 2013年8月8日   | ISBN 978-4-253-21682-1 | 2013年11月 | ISBN 978-988-8251-79-7 | 2014年4月26日  | EAN 471-5409-86522-3 |          |                        |
| 9    | 阿魯迪巴編   | 金牛座 阿魯迪巴 金牛座 提納奧 | 2013年12月6日  | ISBN 978-4-253-21683-8 | 2014年3月  | ISBN 978-988-8252-31-2 | 2014年5月17日  | EAN 471-5409-86538-4 |          |                        |
| 10   | 希緒弗斯編   | 射手座 希緒弗斯               | 2014年6月20日  | ISBN 978-4-253-21684-5 | 2014年7月  | ISBN 978-988-8302-29-1 | 2014年11月4日  | EAN 471-5409-86770-8 |          |                        |
| 11   | 德弗特洛斯編 | 雙子座 德弗特洛斯             | 2014年10月20日 | ISBN 978-4-253-21685-2 | 2014年12月 | ISBN 978-988-8302-83-3 | 2015年6月29日  | EAN 471-5409-86926-9 |          |                        |
| 12   | 阿斯普洛斯編 | 雙子座 阿斯普洛斯             | 2015年1月8日   | ISBN 978-4-253-21686-9 | 2015年3月  | ISBN 978-988-8326-09-9 | 2015年10月14日 | EAN 471-5409-86944-3 |          |                        |
| 13   | 史昂編       | 白羊座 史昂                   | 2015年6月8日   | ISBN 978-4-253-21687-6 | 2015年7月  | ISBN 978-988-8326-63-1 | 2018年6月20日  | EAN 471-3006-54171-7 |          |                        |
| 14   | 史昂編       | 白羊座 史昂                   | 2015年12月8日  | ISBN 978-4-253-21688-3 | 2016年1月  | ISBN 978-988-8379-18-7 | 2018年8月1日   | EAN 471-3006-54179-3 |          |                        |
| 15   | 老雙子編     | 巨蟹座 賽奇 祭壇座 白禮       | 2016年3月8日   | ISBN 978-4-253-21689-0 | 2016年4月  | ISBN 978-988-8379-39-2 | 2019年9月10日  | EAN 471-3006-54208-0 |          |                        |
| 16   | 老雙子編     | 巨蟹座 賽奇 祭壇座 白禮       | 2016年6月8日   | ISBN 978-4-253-21702-6 | 2016年7月  | ISBN 978-988-8379-57-6 | 2019年11月27日 | EAN 471-3006-54230-1 |          |                        |

### 番外編 傀儡之王
以冥鬥士中的『邪惡貴族』的天貴星 鷹頭獅 米諾斯與冥王 黑帝斯 亞倫兩人對話展開的短篇故事。

## 外部連結
- （日語）聖闘士星矢THE LOST CANVAS 冥王神話オフィシャルサイト** （日語） （页面存档备份，存于）
- （日語）聖闘士星矢THE LOST CANVAS 冥王神話NEWS BLOG （页面存档备份，存于）
- （日語）VAP - 聖闘士星矢THE LOST CANVAS 冥王神話 （页面存档备份，存于）
- （日語）ZAKZAK アニメ☆聲優特別インタビュー＆潛入取材！ ！
- （中文）圣斗士星矢体生成器